# Goughwaterhoen
Het goughwaterhoen (Gallinula comeri, synoniem: Gallinula nesiotis) is een vogel uit de familie van de rallen (Rallidae). De wetenschappelijke naam van de soort werd in 1892 door Joel Asaph Allen gepubliceerd. Het is een voor uitsterven kwetsbare vogelsoort die enigszins lijkt op het waterhoen (Gallinula chloropus). Het leefgebied van de soort beslaat twee eilandjes in de zuidelijke Atlantische Oceaan.

## Beschrijving
Het goughwaterhoen lijkt op het gewone waterhoen maar is wat kleiner en ziet er minder rank uit en heeft kortere vleugels. De vogel werd voor het eerst waargenomen in 1888 door de poolreiziger George Comer. De vogel heeft een lengte van 27 cm. Het verenkleed is meestal zwart, de nek en de rug zijn donkerbruin, de onderkant van de korte staart is wit. De bles en de snavel zijn rood, de tip van de snavel is geel. De poten zijn oranje met geel-groene en rode vlekken.
De vogels hebben hun vliegvermogen verloren. De vogels zijn alleseters. Ze voeden zich met plantendelen, zaden, insecten en aas.
De soort is endemisch op Gough, maar is in 1956 ook op Tristan da Cunha geïntroduceerd.

## Leefgebied en bescherming
Omstreeks 2000 werd de totale populatie van het goughwaterhoen geschat op 9000 paar. De vogel komt voor op hellingen die begroeid zijn met varens en struiken (Blechnum palmiforme en Phylica arborea). Op Gough komt deze begroeiing over het hele eiland voor, op Tristan da Cunha is dit habitat te vinden op de hellingen tussen de 500 en 1000 m. In de jaren 1970 is de verwilderde kat op Tristan da Cunha met succes uitgeroeid. Het eiland Gough is Werelderfgoed en wordt niet bewoond. De import van uitheemse flora en vooral fauna (roofdieren) op het wel bewoonde Tristan da Cunha blijft een risico. De status van het inheemse goughwaterhoen is daarom kwetsbaar.

## Taxonomie
In 2008 is in Nederland moleculair genetisch onderzoek gedaan aan materiaal van de waterhoentjes die nu voorkomen op Gough en Tristan da Cunha en museummateriaal dat er nog is van de waterhoentjes van Tristan da Cunha uit de negentiende eeuw. Hieruit bleek dat er verschillen zijn tussen de 'oude' waterhoentjes van Tristan da Cunha enerzijds en anderzijds de huidige waterhoentjes op zowel Gough als Tristan da Cunha. Die laatste twee verschillen onderling niet. De onderzoekers komen tot de conclusie dat de verschillen tussen het oorspronkelijke, uitgestorven tristanwaterhoen en het goughwaterhoen bij nader inzien toch niet zo opvallend groot zijn en kunnen worden geïnterpreteerd als verschillen die mogelijk zijn binnen ondersoorten. De IUCN en de IOC World Bird List delen deze opvatting niet en beschouwen het goughwaterhoen als een aparte soort.